# Bubsy in Fractured Furry Tales
Bubsy in Fractured Furry Tales è un videogioco a piattaforme sviluppato da Imagitec Design e pubblicato da Atari Corporation in esclusiva per Atari Jaguar, in America del Nord e in Europa è uscito il 9 dicembre 1994 mentre in Giappone è stato distribuito da Messe Sansao a luglio 1995 è il terzo videogioco della saga Bubsy, che precede Bubsy in Claws Encounters of the Furred Kind e Bubsy 2. Il titolo stesso è un gioco di parole che si riferisce a Fractured Fairy Tales, un segmento della serie animata The Adventures of Rocky e Bullwinkle and Friends.
Quando tutte le fiabe si corrompono improvvisamente, Bubsy ora ha il compito di avventurarsi attraverso Fairytaleland e ripararle per proteggere tutti i bambini del mondo da queste storie alterate. Bubsy in Fractured Furry Tales divenne in seguito il suo titolo originale durante lo sviluppo, mantenendo tutti gli elementi di gioco del gioco originale.
Alcuni critici videoludici hanno elogiato la grafica, la musica e la difficoltà del gioco, altri hanno contestato i controlli, la telecamera, il design dei livelli, la recitazione vocale e la personalità del protagonista. I recensori hanno anche criticato il gioco per la sua mancanza di utilizzo dell'hardware e lo hanno confrontato con i precedenti videogiochi a 16 bit. Entro il 1º aprile 1995, il gioco ha venduto meno di 9 000 copie sebbene non sia noto quante ne siano state vendute in totale. La serie è proseguita con Bubsy 3D, che è stato pubblicato nel 1996 per PlayStation.

## Trama
Le fiabe del mondo si sono improvvisamente modificate dopo che Madre Oca (che ha mantenuto la pace e l'equilibrio su di loro in Fairytaleland) viene catturata da Hansel e Gretel, portando alla comparsa di creature che hanno corrotto queste storie. Di conseguenza, Bubsy decise di fermare le creature e gli antagonisti delle storie ora alterate al fine di proteggere i bambini dal loro stato attuale. Dopo che Bubsy sconfigge sia Hansel che Gretel, oltre a liberare Mother Goose dalla sua prigionia, tutte le fiabe di Fairytaleland tornano alla normalità e le creature scompaiono.

## Modalità di gioco
Bubsy in Fractured Furry Tales è un videogioco a piattaforme a scorrimento laterale in cui i giocatori prendono il controllo di Bubsy, il protagonista del gioco, attraverso cinque mondi diversi che comprendono tre livelli ciascuno a tema, con fiabe note che sono state corrotte come Alice nel paese delle meraviglie, Jack e la pianta di fagioli, Ali Babà, Ventimila leghe sotto i mari e Hänsel e Gretel per riportarli al loro stato originale. Nonostante il gioco possieda un sistema a password che consente ai giocatori di riprendere i loro ultimi progressi, la EEPROM interna della cartuccia salva esclusivamente solo i punteggi alti e altre impostazioni da loro effettuate. Il gioco ha anche un'opzione per due giocatori che consente a due persone di giocare alternandosi a turni con uno o due controller.

## Sviluppo e pubblicazione
Nel novembre 1993, Accolade firmò un accordo con Atari Corporation per essere uno sviluppatore di terze parti per l'Atari Jaguar e ha concesso in licenza cinque titoli dal loro catalogo ad Atari Corp. per essere convertiti e pubblicarli per la console: Barkley Shut Up and Jam!, Brett Hull Hockey, Bubsy in Claws Encounters of the Furred Kind, HardBall III e Power Challenge Golf. L'idea originale di portare il primo Bubsy su Atari Jaguar, pubblicizzandolo attraverso le riviste del settore. Fu deciso di creare un titolo originale nella serie mentre si utilizzava il codice sorgente del primo gioco come base durante lo sviluppo Alcuni nemici furono creati dall'artista Shaun McClure.. Mark Hooley era il responsabile della progettazione di alcuni dei livelli del gioco. Era l'unico titolo tra i cinque giochi dell'accordo Atari-Accolade pubblicato per Jaguar.